# Foci II de Constantinoble
Foci II de Constantinoble (en grec Φώτιος Βʹ) va ser Patriarca de Constantinoble de l'any 1929 al 1936.
Va néixer l'any 1874 en una de les Illes dels Prínceps a la Propontis, i portava el nom de Dimitrios Maniatis (Δημήτριος Μανιάτης). Quan va acabal l'educació primària va estudiar a Filipòpolis.
Va estudiar també teologia a la Universitat d'Atenes i filosofia a la Universitat de Múnic. Parlava grec, turc, búlgar, francès i alemany amb fluïdesa.
L'any 1902 va ser ordenat diaca i se li va posar el nom de Foci. Va ser nomenat ardiaca i ordenat sacerdot a Filipòpolis, on va arribar al rang de protosincel·le. Aleshores va ser nomenat Exarca Patriarcal de Filipòpolis càrrec que va exercir entre els anys 1906 i 1914, i s'ocupava de les esglésies de Bulgària, que havien estat expulsades de l'Església Ortodoxa. L'any 1914 el va atacar una multitud de búlgars, que el van ferir greument i va estar a punt de morir.
L'any 1915 va ser elegit bisbe ajudant d'Irenòpolis i ordenat bisbe. L'any 1924 va ser nomenat metropolità de Filadelfia (actualment Alaşehir), i membre del Sant Sínode. El 7 d'octubre de 1929 va ser elegit patriarca ecumènic, càrrec que va ocupar el mateix dia. Durant el seu Patriarcat, les relacions entre Grècia i Turquia van millorar gràcies a les accions polítiques d'Elevthérios Venizelos i Kemal Atatürk. Durant el seu mandat es va celebrar el 1500è aniversari del Tercer Concili ecumènic d'Efes (431-1931). També va propiciar el diàleg entre totes les Esglésies Ortodoxes.
Malalt, patia una greu malaltia intestinal, va morir el diumenge 29 de desembre de 1935 amb 61 anys.